# Natale a Rio
Natale a Rio è un film del 2008 diretto da Neri Parenti.
Il film, nel solco della tradizione del cinepanettone, ripropone la coppia composta da Christian De Sica e Massimo Ghini, nel ruolo di due padri in vacanza in Brasile coi loro figli: Ludovico Fremont ed Emanuele Propizio. De Sica e Ghini avevano già recitato assieme in Natale a Miami e Natale a New York.
Come in Natale in crociera, protagonisti dell'episodio parallelo sono Michelle Hunziker e Fabio De Luigi, coppia comica già attiva in tv nella sit-com Love Bugs.

## Trama
Paolo Berni, amministratore di una ditta immobiliare, e Mario Patani, professore di etica alla Sapienza, entrambi divorziati, si sono conosciuti poiché i rispettivi figli Piero e Marco, iscritti all'accademia militare, stanno per partire insieme per una vacanza a Madrid: i figli però hanno raccontato una bugia ai genitori, visto che sono diretti in realtà a Rio de Janeiro. Paolo decide di coinvolgere anche Mario in una sua vacanza organizzata a Rio. Padri e figli sono ignari del fatto che anche le due ex mogli sono in Brasile per un'operazione di chirurgia plastica.
I due pacchetti vacanza però, a causa del fatto che i figli avevano le stesse iniziali dei rispettivi padri, vengono invertiti: i due ragazzi sfrecciano su una lussuosa cabriolet verso una bella villa; i padri invece si ritrovano in un ostello sgangherato, in una delle zone più malfamate di Rio e sono per altro anche vittime dei pericolosissimi "ninos de rua" i quali, sotto minaccia delle pistole, costringono Mario e Paolo a lasciare le loro valigie e a entrare in un bagno chimico.
Sporchi di feci, i due si rifugiano e si lavano a casa di una signora haitiana innamorata di Paolo, la quale aveva dato loro il suo indirizzo. I due però la "ripagano" uccidendole involontariamente la gatta a cui lei teneva come una figlia e scappano, dopo aver però recuperato il recapito vero della loro villa. Intanto Marco e Piero se la spassano nei locali a ballare con le loro due maestre di samba fino a che non vengono scoperti da Ventrilha, un energumeno che chiede loro diecimila dollari per il pagamento delle due ragazze: sono quindi costretti a scappare.
Mario e Paolo nel frattempo sono arrivati alla villa ma non trovano nessuno. Paolo si punge scivolando su un cactus e Mario gli toglie le spine, ma un passante li scambia per maniaci e chiama la polizia. Loro cercano di spiegare ma proprio in quel momento la donna haitiana si vendica della morte della sua micia e tramite delle bamboline voodoo telecomanda a distanza i due che a quel punto appaiono davvero degli stupratori e vengono dunque portati in commissariato. Chiariti gli equivoci, il giorno dopo sulla spiaggia i due vanno a caccia di donne: ironia della sorte, ognuno dei due riuscirà ad agganciare l'ex moglie dell'altro.
La sera stessa le portano a casa, ma a un certo punto Paolo capisce che la donna con cui si trova non è altro che l'ex moglie di Mario, e idem quest'ultimo. Comincia quindi una comica scena in cui ognuno fa credere alla rispettiva amante che ci sia un ladro. Arriva la polizia, i due padri si nascondono nello sgabuzzino e scoprono Piero e Marco: chiarita la situazione, i quattro decidono di godersi insieme la vacanza. Al ritorno dal Brasile i due ragazzi, che dovevano tornare all'accademia militare, scoprono che Padilha e Prepuzia, le due maestre di samba, sono diventate le nuove veline di Striscia la notizia: allora cambiano treno e si precipitano a Milano.
Paolo e Mario decidono di programmare insieme le vacanze estive ma, mentre consultano il catalogo nell'agenzia, un gruppo di bambini brasiliani prende le bamboline voodoo della signora haitiana (che erano ancora in Brasile) e inscenano uno spettacolo con i pupazzi: in questo mondo, involontariamente telecomandano a distanza Paolo e Mario davanti agli occhi increduli dell'impiegato dell'agenzia.
Fabio Speranza e Linda Vita sono colleghi di lavoro da più di quattro anni in una redazione online di Sky, ma non si conoscono di persona. Fabio però è innamoratissimo della collega, la quale a sua volta è fidanzata segretamente con il caporedattore Gianni Corsi e prossima anche al matrimonio. Fabio cerca di farsi notare da Linda ma con scarsi risultati: Linda infatti ha deciso di partire con Gianni per Rio de Janeiro, dove vive il padre, per annunciargli che si sposeranno. Un giorno però Fabio scopre che Linda aveva un account sul social network OneMeet e le scrive sotto il nickname di "Innamorato Pazzo".
Linda pensa che Innamorato Pazzo sia Gianni che le vuole tendere una trappola e risponde a Fabio con frasi erotiche, illudendolo, dicendogli pure di venire in Brasile: il ragazzo non se lo fa dire due volte e parte anche lui, ma quando sale sull'aereo si accorge dell'amara verità vedendo Linda e Gianni baciarsi. Non potendosi però tirare indietro, parte anche lui come terzo incomodo. Arrivati in Brasile nel villaggio turistico, i tre partecipano al gioco di benvenuto, ossia il nascondino con le pinne, che ha come scopo quello di "scoppiare" le coppie per far conoscere le persone. Gianni quindi partecipa al gioco con una ragazza locale, mentre Fabio partecipa con Linda e sono proprio loro due ad essere estratti per cercare le persone nascoste.
E proprio in questa circostanza scoprono Gianni, che era caduto in preda a un atto di debolezza con la ragazza locale. Linda è disperata, Fabio non aspettava altro anche se purtroppo - a causa di quanto accaduto - Linda vuole chiudere definitivamente con l'amore decidendo di usare gli uomini unicamente per i rapporti carnali. Poco dopo arriva a sorpresa il padre di Linda e lei non ha il coraggio di dirgli che è andata male anche con Gianni, per cui spaccia Fabio per Gianni, chiedendogli di recitare la parte del fidanzato. Il padre li porta a casa propria, ma prima della loro ripartenza per il villaggio turistico, Fabio manomette volutamente il motore dell'elicottero costringendo di fatto Linda a restare lì con lui.
Il giorno dopo si celebra la commemorazione dell'omonima nonna di Linda. Poco prima della funzione arriva con dei fiori Gianni che, pentito, chiede a Fabio di parlare con l'ex fidanzata. Fabio per allontanarlo allora gli dice che Linda è morta sbranata da un coccodrillo, approfittando del fatto che si sta commemorando una donna di nome Linda: Gianni però resta nei paraggi e Fabio appicca involontariamente un piccolo incendio che danneggia il quadro della nonna Linda. Il padre della ragazza, infuriato, caccia Fabio fuori di casa: Linda va a complimentarsi col collega perché era riuscito a far arrabbiare il padre, ma Fabio dice che non lo voleva fare apposta.
Poco dopo irrompe Gianni che chiede perdono, ma Linda è irremovibile nel rifiutarlo. Intanto Fabio ha scritto una lettera d'amore per Linda, sua ultima speranza per conquistare la donna amata. Vede però Gianni parlare al telefono: dall'altro lato della cornetta c'è una ragazza carioca, ma il caporedattore gli fa credere che fosse Linda e che i due avessero risolto tutto. Fabio, sconsolato, getta via la lettera e va in macchina ad ubriacarsi: Gianni vede il biglietto e lo consegna a Linda come se fosse proprio, ma la ragazza capisce che la lettera era opera di Fabio e si fidanza con lui.

## Distribuzione
Il film è uscito nelle sale il 19 dicembre 2008.

## Luoghi delle riprese
Le riprese sono state realizzate a Roma (Piazza della Trinità dei Monti, casa all'incrocio tra via Ortigara e viale Carso, piazza di San Salvatore in Lauro) e Rio de Janeiro (Hotel Love's House, la spiaggia davanti al Copacabana Palace, chiosco sull'Avenida Atlantica, Mansão das Heras in 688 Estrada do Açude, parcheggio dell'aeroporto Santos Dumont, pista ciclabile in Avenida Infante Dom Henrique, Rio Scenarium, villa in Rua Doutor Júlio Otoni 444).

## Accoglienza

### Incassi
Il film ha incassato 24678792 € nelle sale italiane, diventando il 33º film con maggiori incassi in Italia.

## Cameo
Nella scena in cui Fabio Speranza (Fabio De Luigi), perde parecchio tempo per fare il check-in dell'aereo, allo scopo di farsi assegnare il posto a sedere vicino a Linda Vita (Michelle Hunziker), uno dei passeggeri in coda che lo sgrida per il tempo che sta perdendo, è il regista Neri Parenti.